# Addio signora Miniver
Addio signora Miniver (The Miniver Story) è un film del 1950 diretto da Henry C. Potter. È il sequel di La signora Miniver (Mrs. Miniver) di William Wyler (1942).

## Trama
Mentre si trova a Londra per fare delle spese, la signora Kay Miniver sente alla radio l'annuncio che, sul fronte europeo, la guerra è finita. È l'8 maggio 1945; la signora Miniver ritorna a casa, nel suo villaggio alle porte di Londra, dove si prepara al ritorno dei suoi cari: il marito Clem, ufficiale dell'esercito, la figlia Judy, infermiera militare dislocata al Cairo, il figlio più giovane, Toby, mandato negli Stati Uniti per sfuggire ai bombardamenti. Quella sera, durante i festeggiamenti, Spike Romway, il comandante delle truppe USA di stanza nella zona, le confessa di essersi innamorato di lei, ma Kay lo persuade che il suo amore è dovuto agli sconvolgimenti della guerra e, saggiamente, gli consiglia di dimenticarsi di lei e di ritornare dalla moglie, di cui era innamorato prima di essere preso dal turbinoso succedersi degli accadimenti di quegli anni.
Presto la vita torna normale: la famiglia di nuovo è riunita, Clem è ritornato al suo lavoro di architetto e tutti si divertono al nuovo slang di Toby, che sfoggia accento, modi di dire e passioni americane, come quella per il baseball. 
Kay e Clem cominciano però a preoccuparsi per Judy, che si è innamorata di Steve Brunswick, un generale molto più vecchio di lei che, solo da poco, si è separato dalla moglie. Kay nasconde un segreto: è malata di cancro e il medico ormai non le dà più di un anno di vita. Prima di informare la famiglia, Kay vuole sistemare tutto prima di lasciare i suoi cari per sempre: il marito non è felice del suo lavoro e insiste per partire per il Brasile. Lei si rende conto che probabilmente l'angoscia che lo attanaglia è dovuta al fatto di vedere ogni giorno dalla finestra dell'ufficio le devastazioni che hanno portato i bombardamenti sulla città. Insieme alla segretaria di Clem, gli sposta l'ufficio in un'altra stanza e le apprensioni di Clem si quietano. Judy, intanto, è sempre più decisa a sposare Brunswick. Kay le propone di andare a Londra, per conoscerlo. Steve è un uomo affascinante e intelligente ma Kay si rende conto che lui è ancora innamorato della moglie, una famosa pianista, con la quale condivide interessi e passioni. Sottilmente, gli fa notare che Judy è una ragazza semplice, che non ha una cultura artistica e che, passata la passione dell'innamoramento, a loro due resterebbero pochi interessi in comune. Quel pomeriggio, Judy giunge a casa in lacrime, accusando la madre di aver spinto Steve a rompere con lei. Kay consola la figlia e la riporta con i piedi a terra: non si ricorda più l'amore che la legava a Tom, il suo ragazzo? Per farle capire cosa la guerra possa aver provocato e come sia ancora possibile riprendere la vita di prima, le dice dei sentimenti che la legavano a Spike e legge alla figlia una lettera che lui le ha inviato dopo il ritorno in America nella quale le confessa di aver capito di amare ancora sua moglie proprio grazie a lei.
Judy accetta quella sera di accompagnare la famiglia al ballo del villaggio. Clem offre a Tom di entrare come apprendista nello studio e Judy balla con il ragazzo. Tutto sembra essere tornato nei binari della normalità: ora Kay si sente pronta per condividere con la famiglia la sua malattia. Clem è distrutto, non si capacita di come potrà essere la sua vita senza la moglie. Lei muore quell'inverno ma prima assiste al matrimonio di Judy e Tom.
Qualche anno dopo, lo spirito di Kay aleggia ancora sulla famiglia Miniver: Tom e Judy hanno ora preso il posto di Kay e di Clem, e vivono nella loro casa, continuando a prendersi cura dell'anziano padre e del giovane Toby.

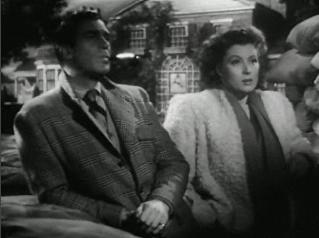
Walter Pidgeon e Greer Garson in una scena

## Cast
James Fox: per il giovane (era nato nel 1939) attore che sarebbe in seguito diventato uno dei più noti volti del cinema britannico, conosciuto anche a livello internazionale, questo fu l'esordio sullo schermo. Nei titoli appare con il suo vero nome, William Fox.

## Distribuzione
Distribuito dalla Metro-Goldwyn-Mayer, il film venne presentato in prima a Londra il 22 agosto 1950, mentre negli Stati Uniti fu proiettato per la prima volta in pubblico il 26 ottobre dello stesso anno. Il film ebbe una distribuzione internazionale e nel 1951 uscì, tra i tanti paesi, in Svezia (12 febbraio), in Spagna, a Madrid (26 febbraio), in Portogallo (27 febbraio), Finlandia (20 aprile), Francia (1º giugno), Danimarca (17 agosto). Nel 1952, fu presentato anche nella Germania Ovest In Italia uscì nel settembre 1951.